# Bill Dodgin, Sr.
Bill Dodgin, né le 17 avril 1909 à Gateshead (Angleterre), mort le 16 octobre 1999, était un footballeur anglais, qui évoluait au poste d'ailier à Southampton. Après sa carrière de joueur, il est devenu entraîneur. 
Son fils Bill Dodgin Jr. a également été joueur et entraîneur. Il a joué sous les ordres de près dans les clubs de Southampton et Fulham.

## Carrière de joueur
- 1930-1932 : Huddersfield Town
- 1932-1934 : Lincoln City
- 1934-1936 : Charlton Athletic
- 1936-1937 : Bristol Rovers
- 1937-1939 : Clapton Orient
- 1939-1946 : Southampton

## Carrière d'entraîneur
- 1946-1949 : Southampton
- 1949-1953 : Fulham
- 1953-1957 : Brentford
- 1957-1958 : UC Sampdoria
- 1969-1972 : Bristol Rovers